# Bomayé Musik
Bomayé Musik (BMYE) è un'etichetta discografica indipendente francese fondata nel 2006 dai rapper Youssoupha e Philo (Ménage à 3).
La parola "Bomayé" deriva dal lingala e significa "uccidilo".

## Artisti
Negli anni 2010, alcuni cantanti dell'etichetta, Naza, KeBlack, Hiro, Jaymax, DJ Myst e Youssoupha, hanno prodotto diverse canzoni e registrato l'album “Sauvage”, diviso in due volumi.
- Céline Banza
- Naza
- JAYSIX ABDALAH (Africa Bomayé Musik)
- KeBlack
- Hiro (Ha abbandonato l'etichetta nel 2017)
- DJ Myst
- Ayna[2]
- Taïpan[2]
- Sam's[2]
- Jaymax
- Gaz Mawete
- Youssoupha